# Ілона Новак
Ілона Новак (угор. Ilona Novák, 16 травня 1925 — 14 березня 2019) — угорська плавчиня.
Олімпійська чемпіонка 1952 року, учасниця 1948 року.

## Життєпис
Кар'єра Ілони Новак у плаванні почалася напередодні Другої світової війни. Вона виграла свою першу національну медаль, срібну на дистанції 100 метрів на спині, у 1939 році. Наступного року вона виграла свій перший із 35 національних титулів у кар'єрі, яка тривала до 1956 року.
Ілона дебютувала на Олімпійських іграх у 1948 році в Лондоні, але залишилась за крок від медалі, посівши четверте місце на дистанції 100 метрів на спині. Вона також була п'ятою в естафеті 4x100 метрів вільним стилем разом з Марією Літтомеріцкі, Юдіт Темеш і Євою Секей.
На Олімпійських іграх 1952 року в Гельсінкі Новак, Темеш, Літтомеріцкі, Каталін Секе та сестра Ілони Ева виграли золото в цьому змаганні. Сама Ілона дісталася лише півфіналу на дистанції 100 метрів вільним стилем.
Вона брала участь у чемпіонатах Європи в 1947 і 1954 роках, але не досягла подіуму, хоча допомогла встановити світовий рекорд на дистанції 4x100 метрів вільним стилем у 1952 році.
Після завершення спортивної кар'єри вона була активним спортивним адміністратором і вчителем фізкультури, членои правління угорської та європейської асоціацій плавання.